# Unterwerfung
 Unterwerfung  est un film de fiction allemand de 2018 réalisé par Titus Selge et interprété par Edgar Selge. Il est adapté du roman de 2015 Soumission par Michel Houellebecq et une adaptation théâtrale allemande du roman.

## Distribution
- Edgar Selge : François
- Matthias Brandt : Rediger
- Alina Levshin : Myriam
- André Jung : Alain Tanneur
- Florian Stetter : Godefroy Lempereur
- Bettina Stucky : Marie Francois Tanneur
- Michael Wittenborn : Walter Zobel
- Valerie Koch : Alice
- Jean-Yves Berteloot : Steve

## Production
Le film a été produit par Rundfunk Berlin-Brandenburg. Le scénario de Titus Selge est inspiré du roman 2015 de Michel Houellebecq Soumission et le Karin Beier monologue inspiré du roman. Edgar Selge qui a joué le monologue au Deutsches Schauspielhaus à Hambourg a également joué dans le film. Le film combine des scènes cinématographiques conventionnelles avec des extraits du monologue. Les scènes de théâtre ont été enregistrées en juillet 2017 tandis que les principales photos pour le reste du film ont commencé le 10 octobre 2017, avec des scènes tournées à Paris et à Berlin.
Le film a été diffusé par ARD le 6 juin 2018,.
Le film a été publié en DVD le 8 juin 2018.